# Mahasoa Est
Mahasoa Est è una città e comune del Madagascar situata nel distretto di Betroka, regione di Anosy. 
La popolazione del comune rilevata nel censimento 2001 era pari a 4 311 unità.